# Museu Luigi Pinzetta
O Museu Luigi Pinzetta é um museu privado na localidade de Santo Antônio do Trinta, também conhecida como Povoado Pinzetta, na zona rural do município de Casca, no estado do Rio Grande do Sul. Foi fundado em 17 de novembro de 2002. O museu é um dos destaque do turismo regional.

## Histórico
A ideia para a construção de um espaço físico para reunir e salvaguardar os itens históricos da família Pinzetta (hoje chamado de Museu Luigi Pinzetta) surgiu no dia 30 de abril de 2000. Durante uma reunião de família, 16 homens decidiram arrecadar doações entre os membros da família e construir o museu em regime de mutirão. No dia 17 de novembro de 2002, uma série de eventos foi organizada para a inauguração do museu: missa, benção, descerramento da placa de inauguração e visita ao espaço recém-organizado.
O espaço recebe visitação de escolas e ciclistas.
No final dos anos 2010, o Museu Luigi Pinzetta fez parte da terceira etapa (com o tema Patrimônio edificado) das atividades de oficinas de Educação Patrimonial da cidade de Casca-RS, que foram realizadas com alunos de ensino médio da Escola Estadual de Ensino Médio Professor Wilson Luiz Maccarini.

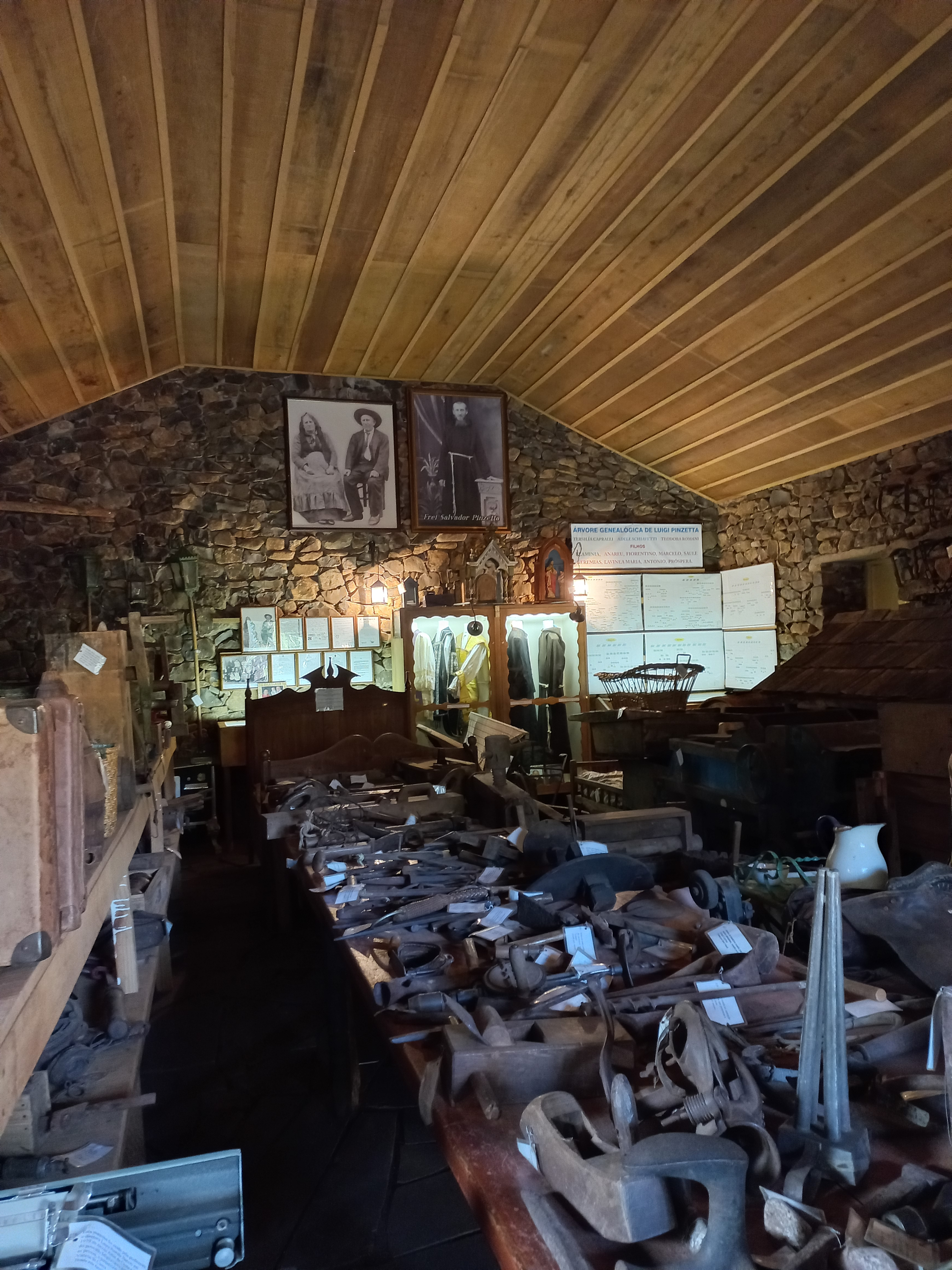
Acervo do Museu Luigi Pinzetta

## Acervo
O espaço expositivo reúne objetos e móveis do século XIX de propriedade da família Pinzetta e de outras famílias imigrantes da comunidade da Capela e da região. São mais de 500 peças originais que foram catalogadas com dados de doação (doador(a) e data).

## Complexo cultural
O complexo cultural está localizado a cerca de 200 metros da Capela Santo Antônio do Trinta (antigamente conhecida como Capela de Le Tre Campane). É composto pelo Museu Luigi Pinzetta, por um cemitério e uma capelinha em homenagem ao Frei Salvador  Pinzetta (membro da família que ajudou a pensar e executar a ideia do Museu, e que está em processo de beatificação pela Igreja católica).
Além do Museu, o mesmo grupo construiu também uma réplica da antiga casa da família quando da chegada no povoado. A edificação de dois pavimentos em madeira foi mobiliada como as antigas residências de imigrantes italianos e recebeu o nome de Casa do Imigrante. Também recebe visitação.